# Cis melliei
Cis melliei es una especie de coleóptero de la familia Ciidae.

## Distribución geográfica
Habita en Martinica (América).